# Brenda Daniela Uribe
Brenda Daniela Uribe (ur. 11 grudnia 1993 w Limie w Peru) – peruwiańska siatkarka, występująca na pozycji przyjmującej, ale również jako środkowa i atakująca. Obecnie występuje w drużynie Deportivo Alianza.